# Technikum városrész (Dunaújváros)
A Technikum városrész Dunaújvárosban, a Táncsics Mihály utca és a Dózsa György úttól északra fekvő területekből áll. 
Dunaújváros Technikum városrészének beépítése mellett 1952. novemberében döntöttek. Az elrendezés a Dunasorhoz hasonlatos. 1954-ben az építkezéseket átmenetileg felfüggesztették, az épületek szocreál homlokzatát nem valósították meg, mert Hruscsovnak nem tetszett.
Az előkertes lakóházakat rizalitok, árkádok díszítik. Az épületek szerkezete vasbetonnal, téglavázas középfőfallal készült. A tervezéseket többek között Malomsoky József, Czellecz Zoltán, Solta Ádám, Császár Ildikó, Mészáros Kálmán, Tiefenbeck József, Szubi Tamás, Rombauer Gábor végezték el. Malomsoky József egy 1956-os tanulmánytervével Dunaújváros nyugati részének folytatását vetette papírra.
A Technikum városrészben 1956-ban két, 16 és 20 termes iskola építését határozták meg. 
A Dunaújvárosi Főiskola, korábban a Kerpely Antal Kohóipari Technikum papíron való kidolgozását 1952-ben kezdték meg. A cél ipari technikum, kollégium és tanműhely létrehozása volt. A tanműhely 1956 után épült fel. 1953-ban a tervek módosításra kerültek például Minári Pál folytán. 1986-ban Rombauer Gábor manzárdtető jellegű terveit nem készítették el, helyette 1989-ben Montvai József tetőterét csinálták meg.